# Sevinç Bünyatova
Sevinç Bünyatova (5 de octubre de 1989) es una deportista azerbaiyana que compite en esgrima, especialista en la modalidad de sable. En los Juegos Europeos de Bakú 2015 obtuvo una medalla de bronce en la prueba individual.

## Palmarés internacional
| Juegos Europeos | Juegos Europeos   | Juegos Europeos   | Juegos Europeos  |
| Año             | Lugar             | Medalla           | Prueba           |
| --------------- | ----------------- | ----------------- | ---------------- |
| 2015            | Bakú (Azerbaiyán) | Medalla de bronce | Sable individual |